# 电子科技大学医学院
电子科技大学医学院是电子科技大学下设的二级院系，成立于2013年，有四川省人民医院、四川省肿瘤医院、成都市妇女儿童中心医院、绵阳市中心医院4所附属医院。

## 历史沿革
- 2013年9月29日，在电子科技大学建校57周年之际，电子科技大学与四川省人民医院正式签署合作共建电子科技大学医学院协议[2]。12月25日，电子科技大学医学院正式挂牌成立[3]。
- 2016年7月22日，四川省肿瘤医院签约加入电子科技大学医学院，成为电子科技大学医学院附属肿瘤医院[4]。
- 2019年6月3日，成都市妇女儿童中心医院签约，成为电子科技大学医学院附属妇女儿童医院[5]。
- 2020年12月22日，绵阳市中心医院签约加入电子科技大学医学院作为附属医院[6]。